# Чемпионат мира по фридайвингу 2009
5-й индивидуальный чемпионат мира по фридайвингу — чемпионат мира по фридайвингу по версиям AIDA & CMAS, проходивший в Орхусе (Дания) в период с 17 по 22 августа 2009 года.

## Технические результаты
Статическая задержка дыхания
Женщины
1. Наталья Молчанова, Россия — 8 мин. 23 сек. — мировой рекорд
2. Kathryn McPhee, Новая Зеландия — 6 мин. 58 сек.
3. Jessica Wilson, США — 6 мин. 27 сек.
Мужчины
1. Guy Brew, Новая Зеландия — 8 мин. 46 сек.
2. Алексей Молчанов, Россия — 8 мин. 31 сек. — рекорд России
3. Ulf Dextegen, Швеция — 8 мин. 29 сек.
Ныряние в длину без ласт
Женщины
1. Наталья Молчанова, Россия — 160 м — мировой рекорд
2. Maria Livbjerg, Дания — 129 м.
3. Kathryn McPhee, Новая Зеландия — 138 м.
Мужчины
1. Bjarte Nygard, NOR — 199m
2. Martin Petrisko, CZE — 182m
3. Mikko Pöntinen, FIN — 181m
Ныряние в длину в ластах
Женщины
1. Наталья Молчанова, Россия — 213 м.
2. Suzy Osler, Новая Зеландия — 200 м.
3. Kathryn McPhee, Новая Зеландия — 194 м.
Мужчины
1. Guy Brew, NZL — 230m
2. Frédéric Sessa, FRA — 228m
3. Katsuya Hamazaki, JPN — 219m